# Плевнон
Плевно́н (фр. Plévenon, брет. Plevenon) — коммуна во Франции, находится в регионе Бретань. Департамент — Кот-д’Армор. Входит в состав кантона Пленёф-Валь-Андре. Округ коммуны — Динан.
Код INSEE коммуны — 22201.

## География
Коммуна расположена приблизительно в 350 км к западу от Парижа, в 80 км северо-западнее Ренна, в 36 км к северо-востоку от Сен-Бриё.
Коммуна расположена на берегу залива Сен-Мало. На её территории расположен мыс Фреэль.

## Население
Население коммуны на 2016 год составляло 795 человек.
| 1962 | 1968 | 1975 | 1982 | 1990 | 1999 | 2008 | 2016 |
| ---- | ---- | ---- | ---- | ---- | ---- | ---- | ---- |
| 843  | 765  | 696  | 756  | 669  | 721  | 709  | 795  |

## Администрация
| Период | Период | Фамилия             | Партия       | Примечания  |
| ------ | ------ | ------------------- | ------------ | ----------- |
| 2004   | 2008   | Жан-Шарль Данье     |              |             |
| 2008   |        | Клодин Тадье-Бельяр | Разные левые | пенсионерка |

## Экономика
В 2007 году среди 374 человек в трудоспособном возрасте (15—64 лет) 242 были экономически активными, 132 — неактивными (показатель активности — 64,7 %). Из 242 активных работали 211 человек (105 мужчин и 106 женщин), безработных было 31 (16 мужчин и 15 женщин). Среди 132 неактивных 15 человек были учениками или студентами, 84 — пенсионерами, 33 были неактивными по другим причинам.

## Достопримечательности
- Форт Лат[англ.] (XIV век). Исторический памятник с 1925 года[3]
- Маяки на мысе Фреэль (XVII—XX века). Исторический памятник с 2011 года[4]
- Замок Мёртель с голубятней и часовней (XVII век)

## Фотогалерея

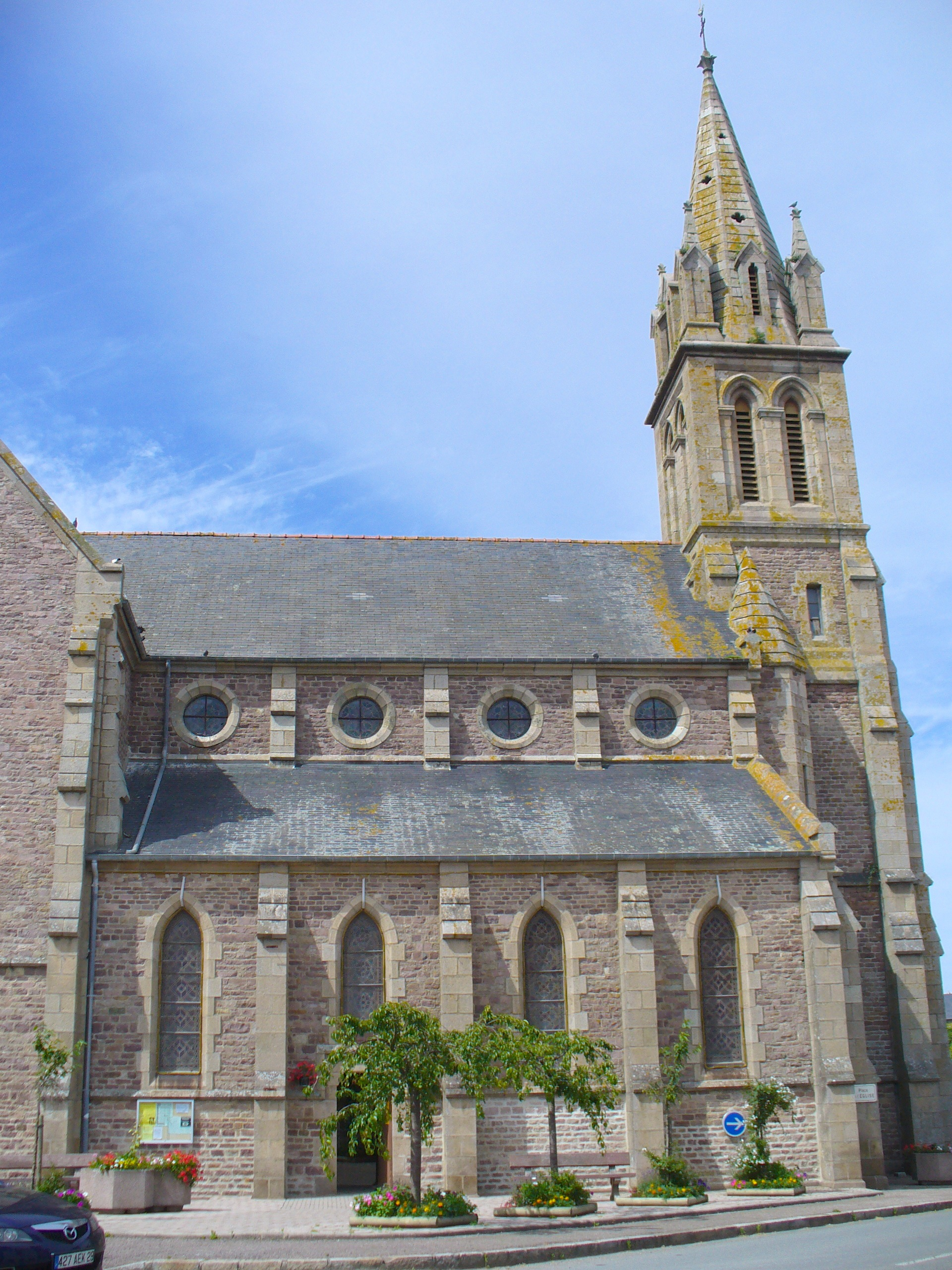
Церковь Св. Петра
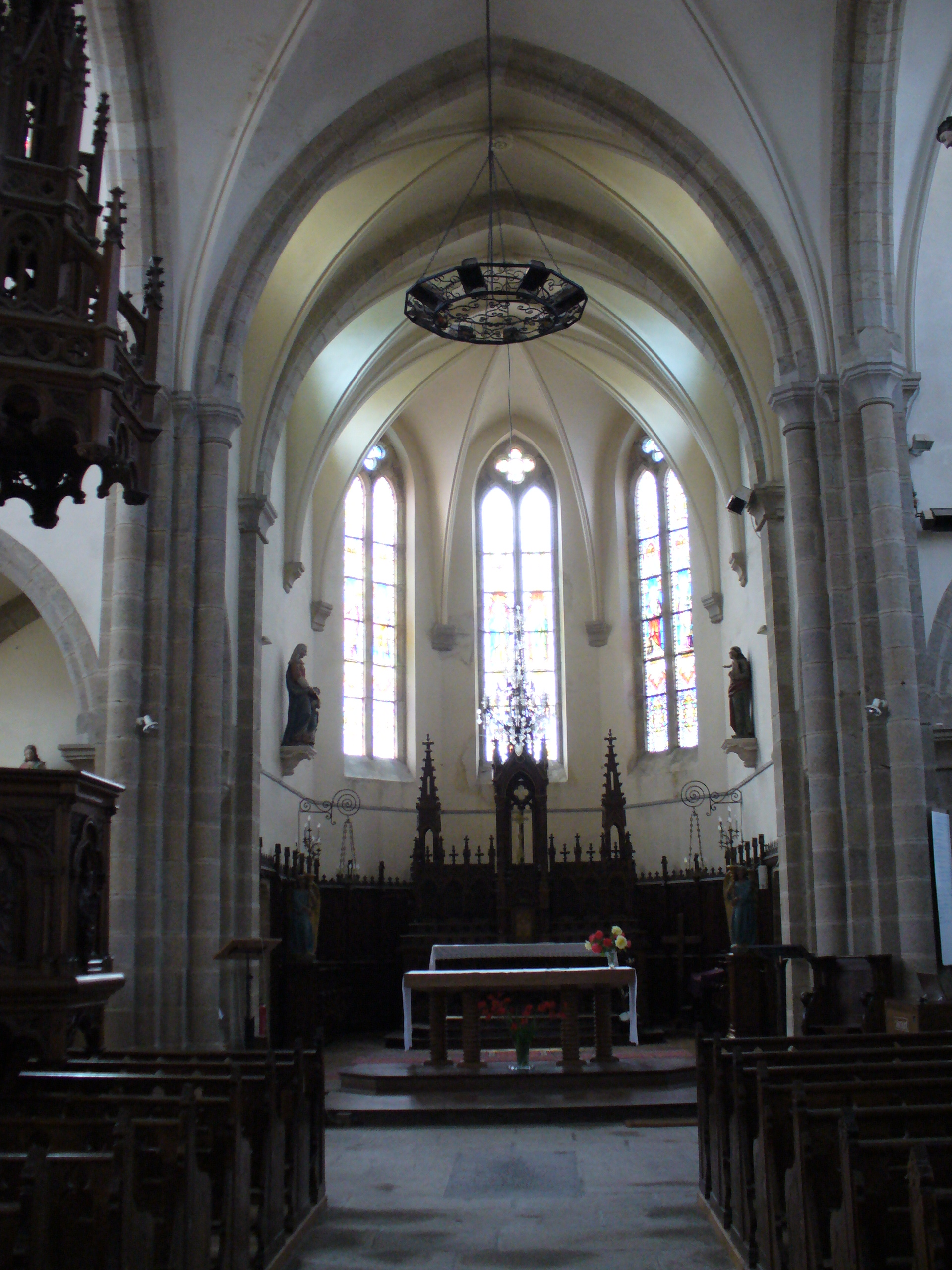
Интерьер церкви Св. Петра
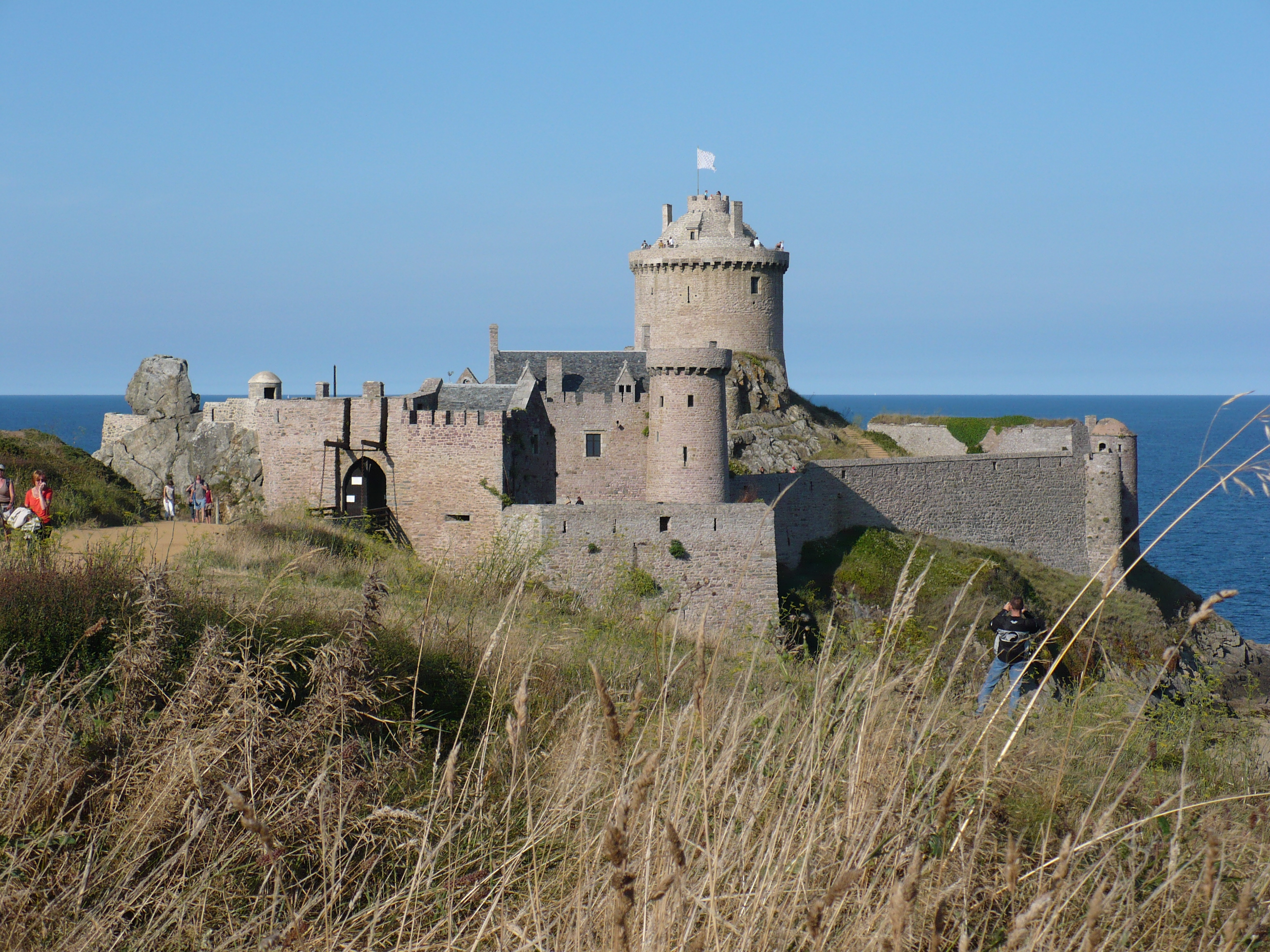
Форт Лат
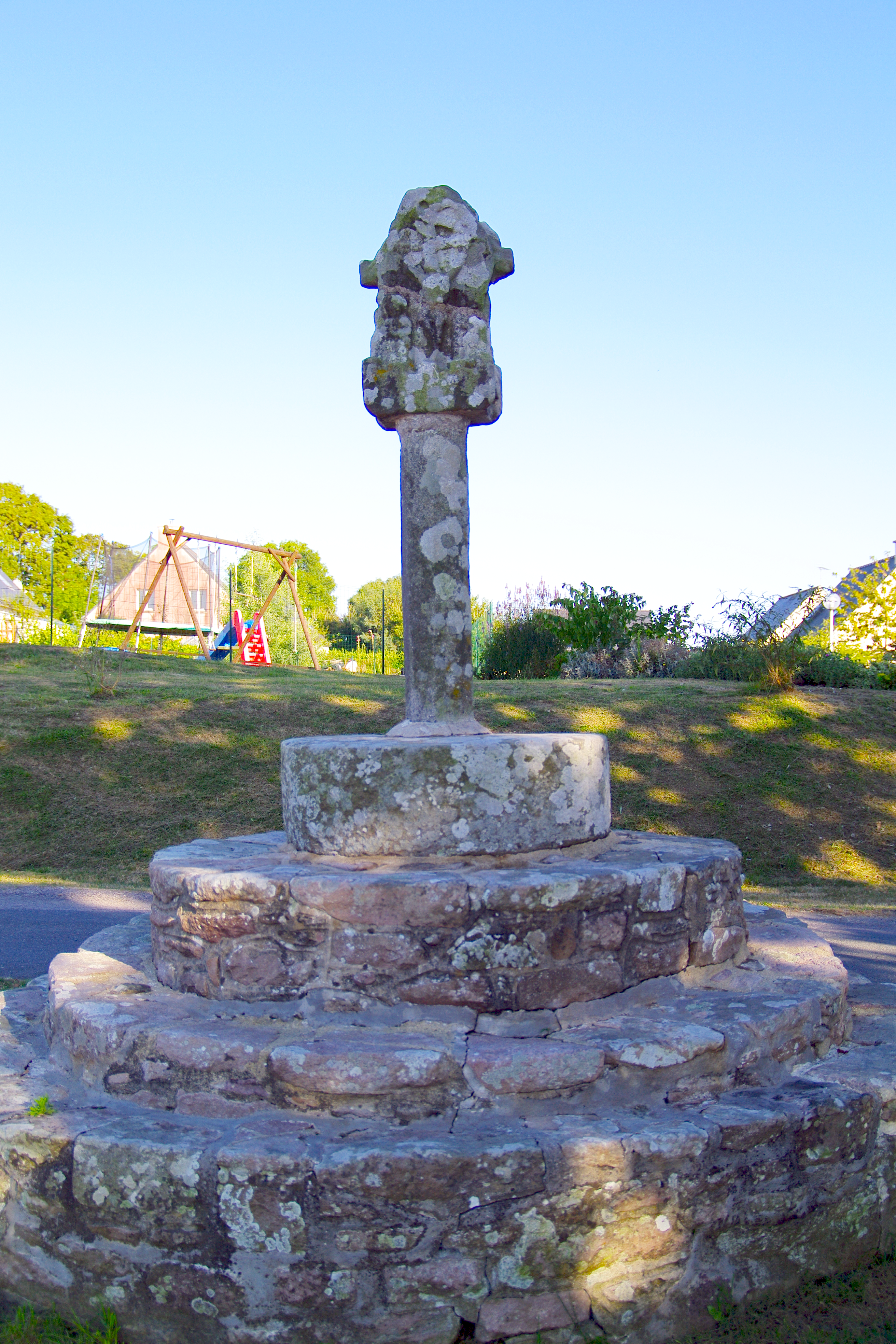
Придорожное распятие